# Distrito de Madeán

La Provincia de Yauyos en el Departamento de Lima, Perú.

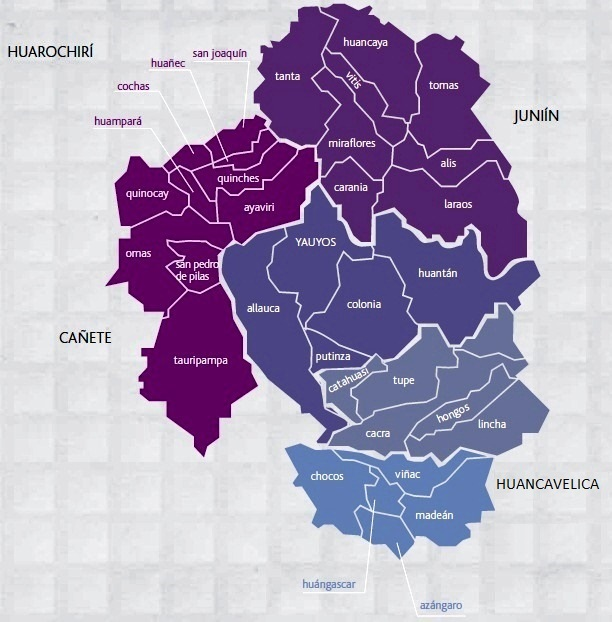
La provincia de Yauyos y sus 33 distritos.

El Distrito de Madeán es uno de los  treinta y tres distritos que conforman la Provincia de Yauyos, perteneciente al Departamento de Lima, en el Perú  y bajo la administración del Gobierno Regional de Lima-Provincias. 
Desde el punto de vista jerárquico de la Iglesia católica, forma parte de la Prelatura de Yauyos.

## Historia
El distrito fue creado mediante la ley N° 15478 del 26 de marzo de 1965, en el primer gobierno del entonces presidente Fernando Belaúnde Terry.

## Geografía
Tiene una superficie de 220,72 km². Su capital es el poblado de Madean. 

## Centros poblados
- Tayamarca, anexo a 3716 m s. n. m. con 143 hab.
- Ortigal, caserío a 3476 m s. n. m. con 104 hab.
- Vizcaya, anexo a 3459 m s. n. m. con 53 hab.

## Autoridades

### Municipales
- 2019 - 2022[3]
  - Alcalde: Arturo Aníbal Díaz Reynoso, de Fuerza Popular.
  - Regidores:

  1. Rubila Anastacia Huari Chulluncuy (Fuerza Popular)
  2. Jaime Rober Aguado Lázaro (Fuerza Popular)
  3. Ramiro Evaristo Canchari Chulluncuy (Fuerza Popular)
  4. Rosaria Pilar Centeno Yauri (Fuerza Popular)
  5. Próspero Lino Chávez Yauri (Fuerza Regional)

Alcaldes anteriores
- 2015 - 2018:[4] Tomás Teófilo Perales Huari, Partido Popular Cristiano (PPC).
- 2011 - 2014:[5] Bernardino Alejandro Taquire Villalva, del Movimiento Patria Joven (PJ).
- 2006 - 2011:    Leonardo Severo Flores Javier, Partido Aprista Peruano.
- 2003 - 2005:[6] Asterio Bernardino Mendoza, Partido Aprista Peruano.
- 1999 - 2002: Alejandro Chulluncuy Meneses, Movimiento independiente Yauyos eres Tú.
- 1996 - 1998: Bernardino Evaristo Flores Javier, Lista independiente N° 5 Yauyos 95.
- 1993 - 1995: José Son Severo Goicochea Alvarado, Partido Acción Popular.
- 1991 - 1992: Julio Anastacio Ramírez Meneses, Lista independiente N° 5 Frente Independiente Popular Madeán.
- 1987 - 1989: Leonardo Severo Flores Javier, Partido Aprista Peruano.
- 1984 - 1986: Félix Antonio Sulluchuco Rosas, Partido Acción Popular.
- 1981 - 1983: Mauro Perales Odría, Partido Aprista Peruano.

### Policiales
- Comisaría de Madeán
  - Comisario: Mayor PNP.[7]

## Educación

### Instituciones educativas
- I.E

## Festividades
fiesta patronal 13 de junio al patrón San Antonio de Padua.

## Celebración de la Navidad del niño Madeanino
Desde 1980, el señor Abraham Gutierrez Guerra y su esposa Alicia Aguado Chulluncuy llevaron regalos a los niños de Madeán por la celebración de Navidad. En el año 2021, en memoria de Abraham Gutierrez, la esposa, hijos, yernos, nuera, nietos y bisnietos, continúan con esta tradición.

## Atractivos turísticos
- Sitios arqueológicos de Huaricancha y Huancamarca.